# Казнув (Люблінське воєводство)
Казнув (пол. Kaznów) — село в Польщі, у гміні Острів-Любельський Любартівського повіту Люблінського воєводства.
Населення — 281 особа (2011).

## Демографія
Демографічна структура станом на 31 березня 2011 року:
|          | Загалом | Допрацездатний вік | Працездатний вік | Постпрацездатний вік |
| -------- | ------- | ------------------ | ---------------- | -------------------- |
| Чоловіки | 133     | 32                 | 82               | 19                   |
| Жінки    | 148     | 38                 | 68               | 42                   |
| Разом    | 281     | 70                 | 150              | 61                   |